# Kamienica Abrahama Prussaka w Łodzi
Kamienica Abrahama Prussaka – kamienica znajdująca się w Łodzi przy ul. Piotrkowskiej 5. Kamienica została wpisana do rejestru zabytków nieruchomych województwa łódzkiego 20 stycznia 1971, z numerem A/62 oraz do Gminnej Ewidencji Zabytków miasta Łodzi, z numerem 920.

## Historia
Kamienica została zbudowana w II połowie XIX wieku (w latach 50. XIX wieku lub ok. 1870) na posesji przy ulicy Piotrkowskiej pod nr hip. 282 na miejscu drewnianego parterowego domu. Zlecającym budowę był Abraham (Abram) Prussak (1832–1884) urodzony w Drobinie. Prussak przybył do Łodzi w 1847 i najpierw pracował u swojego stryja Abrama Mojżesza, a następnie uruchomił w oficynach na posesji przy Piotrkowskiej 5 ręczną tkalnię i przędzalnię wełny (w późniejszych latach pomieszczenia fabryczki w oficynach zamieniono na mieszkania). Od 1858 był właścicielem pierwszej w Łodzi częściowo mechanicznej tkalni wełny przy ulicy Długiej (współczesny adres ul. Gdańska 137). W 1861, w czasie łódzkiego buntu tkaczy ręcznych, fabryka Prussaka była celem ataku „niszczycieli maszyn”. Na parterze kamienicy mieścił się kantor (biuro fabryki) Prussaka, zegarmistrz, a ponadto od 1873 do 1887 mieściła się księgarnia i antykwariat Szlamy Mittlera.
Na przełomie XIX i XX wieku kamienica wraz z posesją przy Piotrkowskiej 5 została kupiona przez rodzinę Rappaport. Wkrótce, na podstawie projektów budowlanych sporządzonych w 1900 przez architekta Kazimierza Sokołowskiego (1854–1909), Flora Rappaport, jako właścicielka posesji, zleciła przebudowę pomieszczeń parteru frontu kamienicy na sklepy. W 1910, na tyłach nieruchomości Piotrkowska 5, ale pod adresem ul. Zachodnia 38 (współczesny – Zachodnia 56), powstał zakład kąpielowy „Centralne Kąpiele” Hersza Offenbacha. W kamienicy miało siedzibę biuro sprzedaży wyrobów włókienniczych firmy „M. Fogel i S-ka” (dzierżawcy przędzalni bawełny i tkalni z Ozorkowa) oraz „III Łódzkie Towarzystwo Wzajemnego Kredytu”, a w okresie międzywojennym siedzibę miała centrala Łódzkiego Banku Depozytowego. W 1964 w kamienicy założono Spółdzielnię Turystyczno-Wypoczynkową „Turysta”, której projekt lokalu opracował prof. Władysław Bojkow.

## Architektura
Fasada frontowa kamienicy Abrahama Prussaka jest eklektyczna, zawierająca elementy nawiązujące do architektury renesansu i baroku oraz stylu empire. Środkowa cześć elewacji wraz z bramą wjazdową na posesję podkreślona została na piętrach pilastrami w wielkim porządku (ozdobionymi pośrodku trzonu rozetami), z głowicami w porządku korynckim. Okna pierwszego piętra są w ozdobnych obramieniach zwieńczonych trójkątnymi naczółkami z akroterionami, wspartymi na wolutowych konsolkach. Nad oknami drugiego piętra znajdują się palmety ujęte po bokach w woluty.
Po II wojnie światowej w miejsce okien pasujących kształtem i wystrojem do całej fasady budynku, wstawiono okna wystawowe.